# Aristofan
Aristófan ali Aristófanes (starogrško ΄Αριστοφάνης: ΄Aristofánes), grški komediograf, * okoli 445 pr. n. št., † okoli 385 pr. n. št.
Aristofan je bil najznamenitejši predstavnik t. i. stare komedije. 
Od njegovih komedij so se ohranile: 
- Aharnjani
- Vitezi
- Oblaki
- Ose
- Mir
- Ptiči (Ornithes)
- Lizistrata
- Žabe
- Praznovalke tezmoforij
- Zborovalke
- Bogastvo.